# Fonckia
Genre
Synonymes
- Diconospelta Canals, 1934

Fonckia est un genre d'opilions laniatores de la famille des Gonyleptidae.

## Distribution
Les espèces de ce genre  se rencontrent au Chili et en Argentine.

## Liste des espèces
Selon World Catalogue of Opiliones (01/09/2021) :
- Fonckia contulmo Pessoa-Silva, Hara & Pinto-da-Rocha, 2013
- Fonckia gallardoi (Canals, 1934)
- Fonckia processigera (Sørensen, 1902)
- Fonckia sosia Pessoa-Silva, Hara & Pinto-da-Rocha, 2013

## Publication originale
- Roewer, 1913 : « Die Familie der Gonyleptiden der Opiliones-Laniatores. » Archiv für Naturgeschichte, sér. A, vol. 79, no 4, p. 1–256 (texte intégral).